# Munk
 For alternative betydninger, se Munk (flertydig). (Se også artikler, som begynder med Munk)
Ordet munk kommer af det græske ord monachos, der betyder én, der lever alene, altså en eneboer, men allerede i de første århundreder sluttede mænd sig sammen i klostre for at leve et religiøst liv i fattigdom, kyskhed og lydighed under en ordensregel.
Munke bærer en særlig ordensdragt og holder flere gange dagligt fælles korbøn i klosterets kirke.
Der findes mange forskellige slags munke. Af de mest gængse kan nævnes: tibetanske munke, kristne munke, katolske munke og gafmunke.
Der findes også katolske mandsordener, som hverken har klostre, ordensdragt eller fælles korbøn. Sådanne ordener bør ikke kaldes "munkeordener". Et kendt eksempel er jesuiterordenen.

## Det kristne munkevæsens historie
Kristent klostervæsen skal være begyndt med Johannes Døberen, der boede alene i ørkenen. en af de første kristne, som vides at have genoptaget denne levevis, var den hellige Antonius, som levede på et tidspunkt i den sidste del af det 3. århundrede. Han boede alene, indtil han tiltrak en kreds af disciple. På en tid, hvor tanken om at vie ens liv til Gud bredte sig, var der flere og flere munke, som sluttede sig til ham i ørkenen. Til at begynde med boede de alle alene, men senere dannede de løst opbyggede samfund, der kun mødtes til søndagsgudstjenesten. Ideen med munke, som alle boede sammen under ét tag og fulgte det samme sæt regler, tilskrives Skt. Pachomios, som levede i begyndelsen af det 4. århundrede. Kristne klostre spredte sig ud over hele den senromerske rige, og ved kulminationen var det ikke ualmindeligt med klostre, der husede mere end 30.000 munke. Under kristendommens fortsatte vækst og udvikling voksede og udvikledes stilen i klosterlivet sig også.
Munkevæsenet har sin oprindelse i Ægypten, Syrien og Kappadokien, betragtes af den ortodokse kirke som et profetisk embede for mænd og kvinder, der gennem deres måde at leve på, udtrykker Helligåndens gerninger. Der er ingen særlige munkeordener med egen "regel", ligesom i den romersk-katolske kirke. Munkestaten Athos i Grækenland betragtes blandt ortodokse kristne som et center for åndeligt liv.

## Forskellige romersk-katolske munkeordener
- Benediktinerordenen – grundlagt i 529
- Cistercienserordenen – grundlagt i 1098
- Augustinerordenen – opstået i slutningen af det 11. århundrede
- Johanniterordenen – grundlagt i 1070
- Franciskanerordenen – grundlagt i 1210
- Dominikanerordenen – grundlagt i 1215
- Karmeliterordenen – stadfæstet i 1226

Inden for den ortodokse kirke findes der et udbredt munkevæsen, men ingen munkeordener.

## Tiggermunke
I 1200-tallet kom de såkaldte tiggermunke til Danmark. De var repræsentanter for en retning indenfor den katolske kirke, hvor man fulgte idealer om at forsage jordisk gods. De holdt til i byerne, hvor de udførte et stort socialt arbejde og levede af tiggeri. Dominikanere (også kaldet sortebrødre), franciskanere (gråbrødre) og karmelitter (hvidebrødre) er tiggermunkeordener. Klostre opført efter 1220 er stort set alle tiggermunkeklostre.

## Ikke-kristne munke
Også indenfor buddhismen findes et udbredt munkevæsen.
Buddha stiftede munke- og nonneordner for sine disciple, imens han levde for at videreføre læren (dharma) og for at munke og nonner skulle kunne virke som eksempler for lægfolk.